# Берска крепост
Берската крепост (на гръцки: Κάστρο Βέροιας) е средновековно укрепление в Южна Македония, Гърция, разположено над съвременния град Бер (Верия).

## Описание
Стените на Бер, както са запазени днес, обграждат града от югозападната, южната, източната и северната му страна и следват маршрута, оформен през периода на Късната античност, когато градът, за да отблъсне набезите на германските племена в края на III век, пристъпва към мащабни реконструкции и укрепвания на стените, които включват или премахват съществуващи преди това елинистически укрепителни останки.
Изглежда, че през III заплахата от набези от север - може би херулите от втората половина на века - е принудила жителите да поправят стената и да я укрепят с нови кули, в голяма бързина и съответно са използвани всякакви налични груби архитектурни материали. Сред строителния материал на стените и кулите има архитектурни елементи от надгробни стели, паметници, олтари.
Периметърът на стената от III век е в основата на следващите реконструкции и ремонти, извършвани през вековете - поправка след земетресението от 896 година и ограбването от арабите в 904 година, реконструкция на стените от император Василий II Българоубиец в 1017 година, ремонт на стените от владетеля на Епир Теодор Комнин Дука след овладяването на Бер в края на 1214 година или началото на 1215 година. В 1342 година Бер пада в ръцете на сръбския крал Стефан Душан, чиято първа грижа е образцовото укрепване на града, но той така и не успял да го завърши. Йоан VI Кантакузин описва изграждането на кулите на стените и цитаделите, където са работили 10 000 работници. В горния град царят създал две цитадели, една голяма и една по-малка. Стените били укрепени с двойни валове отвътре и отвън и на интервали имали кули. Кантакузин говори по-специално за две кули, едната от които е била запазена преди години и според Адолф Щрук е с височина 14 m и квадратна основа 10 x 10 m. Зидарията ѝ е била изградена с теглени камъни и е зазидано голямо количество античен материал. Делакулонш описва с възхищение размера на основите на кулата, от големи камъни и дава по-точни размери (10,94 m х 10,94 m), дебелина на зидарията 3,06 m и височина 5,45 m. Сред зиданите архитектурни елементи Делакулонш успява да разграничи главно дорийски и йонийски. По това време обаче кулата до часовниковата кула е доста порутена. Кулата е много здрава и доста висока, може да побере голям гарнизон и е свързана с външните стени на града. Втората кула не е описана от Алфред Делакулонш, тъй като наскоро е била ремонтирана и е била част от турските укрепления на града. В тези описания на пътешествениците можем да разпознаем кулата, спомената от Кантакузин, където 30-те основни сръбски аристократични семейства са намерили убежище при падането на града през 1349 година.
От северната страна на града са запазени други останки от стари стени. Повече са запазени от източната и югоизточната страна с лице към Солун, в района на „Света Фотина“ и „Големи Свети Безсребреници“, където са запазени на височина 5,64 m и дебелина 3,02 m, според Делакулонш. От средновековните порти на Бер са ни известни само две.